# Pianosonate nr. 2 (Weinberg)
Mieczysław Weinberg voltooide zijn Pianosonate nr. 2 in 1942.
Hij voltooide het twee jaar na zijn Eerste pianosonate 1940. Weinbger is dan ook voor wat betreft opusnummer nauwelijks opgeschoten, nummer 1 opus 5, nummer 2 opus 8. Qua kilometers heeft Weinberg er dan een wereldreis opzitten. Hij vluchtte verder voor het oprukkende Nazi-Duitsland van Minsk van Tasjkent. Veel tijd ging zitten in zijn Symfonie nr. 1 (opus 10).
Deze twee pianosonate kent een meer klassieke opbouw dan de eerste en is zeker in vlottere tempi geschreven:
- Allegro
- Allegretto
- Adagio attaca
- Vivace

De Russische maestro Emil Gilels gaf een jaar na de voltooiing de eerste uitvoering van dit werk in de grote zaal van het Conservatorium van Moskou en wel op 16 oktober 1943. Gilels had de componist ontmoet tijdens beider verblijf in Tasjkent.